# Regina Belle
Regina Belle (Englewood, 17 luglio 1963) è una cantautrice statunitense.

## Biografia
Nata nel New Jersey, studia musica e canta fin da giovane. Tra le sue principali influenze artistiche vi sono Billie Holiday, Nancy Wilson, Phyllis Hyman e Shirley Caesar. Debutta nel 1987 con l'album All By Myself, che include i suoi primi successi So Many Tears e Show Me the Way. Nel 1989 pubblica il successivo album.
Nel 1991 collabora con Johnny Mathis ma anche con Peabo Bryson: è conosciuta infatti per le canzoni inserite nella colonna sonora del film Disney Aladdin (1992), per le quali riceve diversi premi, tra cui il Grammy Awards 1993 per la migliore interpretazione pop vocale di un gruppo/duo) e l'Oscar alla migliore canzone (A Whole New World).
Tra gli altri artisti con cui ha collaborato dal vivo nel corso della sua carriera vi sono Ray Charles, Boney James, Al Jarreau, The Rippingtons e decine di altri artisti.
Nel 1993 pubblica il suo terzo album Passion, certificato disco di platino negli Stati Uniti. Nel 1995 e nel 1998 vengono invece diffusi i successivi dischi, ossia Reachin' Back (come i primi tre targati Columbia Records) e Believe in Me (MCA Records)
Nel 2001 pubblica This Is Regina!. Nel 2004 realizza e pubblica un album con cover di classici jazz prodotto da George Duke. Questi primi due album sono stati pubblicati dalla Peak Records. Nel 2007 collabora con il sassofonista Paul Taylor.
Nel 2008 e nel 2012 pubblica due album di musica gospel attraverso l'etichetta Pendulum.

## Discografia
Album studio
- All by Myself (1987)
- Stay with Me (1989)
- Passion (1993)
- Reachin' Back (1995)
- Believe in Me (1998)
- This Is Regina! (2001)
- Lazy Afternoon (2004)
- Love Forever Shines (2008)
- Higher (2012)